# Mât pendulaire à pointage parallèle
Le mât pendulaire à pointage parallèle est un pylône utilisé dans les télécommunications et les transmissions radio. Il permet de maintenir la stabilité des faisceaux indépendamment des mouvements du mât, sous l'effet du vent.

## Description
La plateforme sommitale est fixée au mât par une articulation, et 3 tendeurs verticaux permettent de la maintenir horizontale, même lorsque le pylône subit de grands déplacements. Le système de guidage de la plateforme utilise les propriétés géométriques du parallélogramme. 
Le procédé permet de réduire le diamètre du mât et la quantité de matière utilisée pour sa construction puisque, contrairement aux pylônes traditionnels, la rigidité de la structure n'est plus nécessaire. En effet, le dépointage ou angle de déviation du faisceau des antennes ne doit pas dépasser 1° traditionnellement, faute de quoi la communication est perturbée. 
Le mât pendulaire s'applique également dans le domaine de la videosurveillance et des radars. Il a été utilisé en Italie pour le support de radars de surveillance maritime (2004). Cette application d'une haute précision sous contrôle du gouvernement a demandé des tests spécifiques. Un pylône a été testé à Livourne en Italie. Le test met en œuvre deux caméras filmant simultanément, l'une d'elles étant fixée sur la plateforme sommitale, l'autre étant solidaire du mât. Le film du test est montré sur le site extérieur .